# Liste der portugiesischen Botschafter in Montenegro
Die Liste der portugiesischen Botschafter in Montenegro listet die Botschafter der Republik Portugal in Montenegro auf. Die beiden Staaten unterhalten seit 2007 direkte diplomatische Beziehungen. Vor der Unabhängigkeit Montenegros 2006 wurden die Beziehungen von den jugoslawisch-portugiesischen Beziehungen bestimmt.
Eine eigene Botschaft eröffnete Portugal in der montenegrinischen Hauptstadt Podgorica nicht, das Land gehört zum Amtsbezirk des portugiesischen Botschafters in der serbischen Hauptstadt Belgrad, der sich in Montenegro doppelakkreditiert.

## Missionschefs
| Name                                               | Bild       | Amtszeit                         | Anmerkungen                                                                     |
| Montenegro                                         | Montenegro | Montenegro                       | Montenegro                                                                      |
| -------------------------------------------------- | ---------- | -------------------------------- | ------------------------------------------------------------------------------- |
| Luís José Moreira da Silva Barreiros               |            | ab 2007                          | Botschafter mit Amtssitz Zagreb, am 21. Dezember 2007 in Podgorica akkreditiert |
| Caetano Luís Pequito de Almeida Sampaio            |            | 12. November 2008 –31. März 2012 | Botschafter mit Amtssitz Belgrad                                                |
| Maria do Carmo de Sousa Pinto Allegro de Magalhães |            | 2. Mai 2012 –10. Dezember 2012   | Botschafterin mit Amtssitz Belgrad                                              |
| Augusto José Pestana Saraiva Peixoto               |            | seit 3. April 2013               | Botschafter mit Amtssitz Belgrad                                                |
| Maria Virgínia Mendes da Silva Pina                |            | seit 25. März 2019               | Botschafterin mit Amtssitz Belgrad                                              |